# تيم فورج
 تيم فورج (بالإنجليزية: TeamForge)‏ هو الملكية التعاونية لإدارة دورة حياة التطبيق لدعم التحكم في الإصدار، وتطوير البرمجيات.

## خلفية
يوفر تيم فورج واجهة شاملة لمجموعة من خدمات البرامج وأيضًا مع عدد من البرامج المجانية / تطبيقات البرمجيات مفتوحة المصدر (مثل بوستجري إس كيو إل وأباتشي سبفيرجن).
بدأت سابقتها، SourceForge، كبرنامج مفتوح المصدر، ولكن نسخة منه (استنادًا إلى رمز النموذج الأولي v2.5) بموجب ترخيص البرمجيات الاحتكارية كما SourceForge الطبعة المؤسسة ، والتي أعيد كتابتها في Java  وتسويقها لتطوير البرمجيات الخارجية. 
قاعدة المصدر الأصلية لـ SourceForge (الاسم الرمزي "الإسكندرية")  تم تشكيلها بواسطة مشروع GNU باسم GNU Savannah؛ ثم، تم تعديل سافانا أيضا في CERN وأصدر باسم Savane . كما تم تشعبت SourceForge في وقت لاحق كما GForge من قبل واحد من المبرمجين SourceForge، ومن ثم تم تشعبت GForge نفسها كما FusionForge من قبل ثلاثة مطوري GForge.
تم بيع SourceForge Enterprise Edition في الأصل بواسطة شركة VA Software، وتم الحصول عليها بواسطة CollabNet في 24 أبريل 2007. CollabNet متكاملة في وقت لاحق SourceForge الطبعة المؤسسة مع طبعة المشاريع CollabNet الخاصة بها والمنتج ، مع العناصر المعمارية والمنتج من كلا النظامين ، وإعادة إطلاق المنتج المحسن كما TeamForge في عام 2008. منذ عام 2007 ، واصلت TeamForgeاستمر للتطوير ، إضافة في سلسلة من إدارة دورة حياة التطبيق.

## روابط خارجية
- الموقع الرسمي